# صدف لانه‌زنبوری بزرگ
صدف لانه‌زنبوری بزرگ (نام علمی: Hyotissa hyotis) نام یک گونه از سرده صدف‌های لانه‌زنبوری است.